# Galeria Huta Sztuki
Galeria Huta Sztuki –  galeria sztuki poświęcona twórczości krakowskich artystów z lat 50., 60. i 70. XX w., w tym tzw. Grupie Nowohuckiej zajmującej się malarstwem materii.
Galeria mieści się na osiedlu Górali 5 w dzielnicy Nowa Huta i jest częścią Ośrodka Kultury im. C. K. Norwida.

## Opis działalności
Wystawa obejmuje prace z lat 50., 60. i 70. XX w., od socrealistycznych obrazów Erwina Czerwenki, takich jak „Robotnicy na budowie Nowej Huty” czy „Namioty junaków”, przez „Panoramę Nowej Huty” z lat 50. autorstwa Witolda Chomicza po sztukę współczesną.
Wyjątkowy jest zbiór prac malarstwa materii, które zyskało popularność w latach 50. XX wieku, zwłaszcza w Belgii, Francji i Hiszpanii, a na krakowskim gruncie reprezentowane było przez Grupę Nowohucką, znaną także, jako Grupa 5-ciu. Należeli do niej Danuta Urbanowicz, Witold Urbanowicz, Jerzy Wroński, Julian Jończyk i Janusz Tarabuła. Ich prace charakteryzują się wykorzystywaniem surowych materiałów. Artyści eksperymentowali z fakturą obrazu, tłoczyli reliefy, w grubej warstwie farby zatapiali piasek, cement, do obrazu wklejali przedmioty z drewna, tkaniny, zardzewiałych blach. Tworzyli piękne, choć szare, smutne obrazy, uważali bowiem, że sztuka nie powinna być tylko estetyczną doskonałością. Malarstwo materii odzwierciedlało rzeczywistość, było bliskie temu, co widzieli dookoła. Ich prace wyrażały stan ducha pokolenia ludzi, którzy przeżyli wojnę. Grupa Nowohucka, choć uważana za jedno z ważniejszych krakowskich ugrupowań okresu „odwilży”, nie miała dotychczas stałego miejsca ekspozycji.
Wystawa obejmuje również kilkadziesiąt prac artystów ze środowiska plastyków Nowej Huty, między innymi Mariana Kruczka, Eugeniusza Muchy, Walentego Gabrysiaka, Janusza Trzebiatowskiego, Józefa Szajny czy Lucjana Mianowskiego, a także należących do najwybitniejszych przedstawicieli grafiki artystycznej lat 60. Jerzego Panka czy Stanisława Wójtowicza.
Oprócz stałej ekspozycji Galeria Huta Sztuki jest także miejscem prezentacji wystaw czasowych dzieł nowohuckich artystów. Zwiedzający mogą ponadto posłuchać archiwalnych nagrań rozmów z artystami i zobaczyć archiwalne filmy.

## Historia powstania
Galeria powstała z inicjatywy Ośrodka Kultury im. C. K. Norwida przy wsparciu Miasta Krakowa. Pomysłodawczynią i kuratorką była Barbara Solecka, która została kierowniczką galerii. Inspiracją do stworzenia Galerii Huta Sztuki była sięgająca lat 50. XX wieku historia samego Ośrodka – dawnego Zakładowego Domu Kultury Huty im. Lenina. W tym czasie do Nowej Huty przyjeżdżali licznie artyści, otrzymując do swej dyspozycji pracownie w oddawanych do użytku budynkach. Nowa galeria nawiązuje do pierwszej, działającej w latach 60. i 70. XX w. przy Domu Kultury, Galerii „RYTM”, która miała za zadanie integrować środowisko plastyków Nowej Huty oraz wyznaczać nowe kierunki i promować sztukę.

## Źródła
- Oficjalna strona Galerii Huta Sztuki Ośrodka Kultury im. C. K. Norwida w Krakowie